# Dušan Mandić
Dušan Mandić (Kotor, 16. lipnja 1994.), srbijanski vaterpolist i igrač mađarskog Ferencvárosa. Ponikao je u kotorskom Primorcu, a 2010. prešao je u Partizan i odlučio igrati za Srbiju. 
U završnoj utakmici olimpijskog turnira u Rio de Janeiru 2016. godine protiv Hrvatske istaknuo se postigavši četiri od jedanaest pogodaka srbijanske reprezentacije, uključujući atraktivnu šraubu sa sedam metara iz kontakta bez igrača više.